# Dan Lauria
Pour les articles homonymes, voir Lauria (homonymie).
Dan Lauria est un acteur américain, né le 12 avril 1947 à Brooklyn (New York).

## Biographie

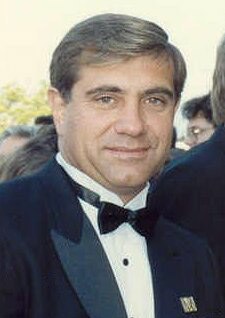
Dan Lauria lors de la 41e cérémonie des International Emmy Awards, le 17 septembre 1989.

Dan Lauria est le fils de Carmela (née Luongo) et Joseph J. Lauria. Il a grandi à Lindenhurst dans l'État de New York.
Vétéran de la guerre du Viêt Nam, il a servi comme officier dans le corps des Marines des États-Unis,.

## Filmographie

### Cinéma
- 1981 : C.O.D. de Chuck Vincent et Sigi Krämer : l'homme des services secrets no 2
- 1983 : Avis de recherche (Without a Trace) de Stanley R. Jaffe : Baker
- 1985 : South Bronx Heroes de William Szarka : un agent du FBI
- 1986 : 9 Semaines 1/2 (Nine 1/2 Weeks) d'Adrian Lyne : le concierge
- 1987 : Étroite Surveillance (Stakeout) de John Badham : Phil Coldshank
- 1993 : Indiscrétion assurée (Another Stakeout) de John Badham : le capitaine Coldshank
- 1995 : Excessive Force II: Force on Force de Jonathan Winfrey : M. Orland Franco
- 1996 : No One Could Protect Her de Larry Shaw : l'inspecteur Greg Coming
- 1996 : Independence Day de Roland Emmerich : le commandant de la NASA
- 1997 : Enquête à San Francisco (Dog Watch) de John Langley : Halloway[4]
- 1998 : True Friends de James Quattrochi : Pauley
- 1998 : Éveil à la vie (Wide Awake) de M. Night Shyamalan : le père Peters
- 1999 : A Wake in Providence : Rudy
- 1999 : J'emporterais ton âme (Fear Runs Silent) : un thérapeute
- 1999 : Une locataire idéale (Stranger in My House) : Dennis
- 2000 : Trees : le narrateur
- 2000 : Bad Dog : un policier
- 2001 : Ricochet River : le coach Garth
- 2001 : Invisible ennemi (Contagion) : le général Ryker
- 2001 : Full Circle : le conseiller Big Brother
- 2001 : Full Disclosure : Clive Carter
- 2001 : Speechless : le professeur Hamilton
- 2002 : The Empath
- 2002 : Outside the Law : inspecteur Froman
- 2002 : High Times Potluck : Carmine
- 2003 : Dead Canaries : Vito Scaldafieri
- 2005 : The Signs of the Cross : M. Coyne
- 2005 : Bust : inspecteur O'Neil
- 2006 : Big Mamma 2 : Crawford
- 2006 : Jesus, Mary and Joey : Père Gino
- 2007 : The Proctor : Boss
- 2008 : Dear Me : M. Hunt
- 2008 : The Gold Lunch : un juge
- 2008 : The Spirit : Dolan
- 2009 : InSearchOf : le révérend Blackwell
- 2009 : Alien Trespass : le chef Dawson
- 2009 : Dead Air : Fred
- 2009 : Donna on Demand : inspecteur Lewis
- 2010 : The Waiter : le père Parks
- 2010 : The Five : M. H
- 2010 : Life of Lemon : Arthur
- 2010 : Here's the Kicker : Dave Berry
- 2010 : Roney's Point : le pasteur Michaelson
- 2011 : Water of Elephants : un shérif
- 2023 : Miranda's Victim de Michelle Danner : Dr Crawford

### Télévision

#### Téléfilms
- 1982 : Muggable Mary, Street Cop de Sandor Stern : Vince Palucci
- 1985 : L'Affaire Belarus (Kojak: The Belarus File) de Robert Markowitz : l'agent fédéral no 2
- 1985 : Brass de Corey Allen : l'inspecteur Navarro
- 1986 : Doing Life de Gene Reynolds : le lieutenant Lubway
- 1987 : Angel in Green de Marvin J. Chomsky : le sergent Joe Kobelski
- 1988 : David de John Erman : John
- 1988 : Quiet Victory: The Charlie Wedemeyer Story de Roy Campanella II : ?
- 1988 : Police Story: Cop Killer de Larry Shaw : le sergent Taggert
- 1989 : Howard Beach: Making a Case for Murder de Dick Lowry : ?
- 1990 : Le Grand Tremblement de terre de Los Angeles (The Big One: The Great Los Angeles Earthquake) de Larry Elikann : Steve Winslow
- 1990 : Un flic à abattre (In the Line of Duty: A Cop for the Killing) de Dick Lowry : Kadazian
- 1991 : Dead and Alive: The Race for Gus Farace de Peter Markle : Paulie Romano
- 1992 : Overexposed de Robert Markowitz : Norm Demski
- 1992 : Los Angeles, guerre des gangs (From the Files of Joseph Wambaugh: A Jury of One) d'Alan Metzger : l'inspecteur Andy Toffenelli
- 1993 : In the Line of Duty: Ambush in Waco de Dick Lowry : Bob Blanchard
- 1994 : La Rage au corps (Rise and Walk: The Dennis Byrd Story) de Michael Dinner : le coach
- 1995 : In the Line of Duty: Hunt for Justice de Dick Lowry : Philip Lamonaco
- 1996 : The Rockford Files: Godfather Knows Best de Tony Wharmby : le lieutenant Gencher
- 1996 : Terror in the Family de Gregory Goodell : Todd Marten
- 1996 : Le Père célibataire (The Bachelor's Baby) de Paul Schneider : Monte Craig
- 1997 : La Prison des secrets (Prison of Secrets) de Fred Gerber : le sergent Ed Crang
- 1997 : The Rockford Files: Murder and Misdemeanors de Tony Wharmby : le commandant Gage
- 1997 : Merry Christmas, George Bailey de Matthew Diamond : Bert
- 1998 : Rhapsody in Bloom de Craig M. Saavedra : M. Mishler
- 1998 : Mr. Murder de Dick Lowry : le général Aames
- 1999 : Justice de Jack Ersgard : le juge Falcone
- 2000 : Common Ground (en) : coach Davis
- 2001 : Hangman : le capitaine Gil Roemer
- 2003 : Untitled Jenny McCarthy Project
- 2004 : Behind the Camera: The Unauthorized Story of 'Charlie's Angels' : Fred Silverman

#### Séries télévisées
- 1984 : On ne vit qu'une fois (One Life to Live) : Gus Thompson (1 épisode)
- 1984 : Mike Hammer : John Shayne (saison 2, épisode 3)
- 1985 : Capitaine Furillo (Hill Street Blues) : Jim McNeil (saison 6, épisode 1)
- 1985 et 1987 : Clair de lune (Moonlighting) : le lieutenant (2 épisodes)
- 1985 : Superminds (Misfits of Science) : le manager du projet (saison 1, épisode 7)
- 1985 : Le Juge et le Pilote (Hardcastle and McCormick) : le lieutenant Adkins (saison 3, épisode 11)
- 1985 et 1987 : Les deux font la paire (Scarecrow and Mrs. King) : Rogan(saison 3, épisode 7) et Foster (saison 4, épisode 13)
- 1986 : Simon et Simon (Simon and Simon) : Artie Karnovsky / Art Kaufman (saison 5, épisode 19)
- 1986 : Rick Hunter (Hunter) : Broder (2 épisodes)
- 1986 : Spenser (Spenser: For Hire) : Harry (saison 2, épisode 2)
- 1986-1987 : Quoi de neuf docteur ? (Growing Pains) : le coach de hockey (saison 1, épisode 14) et Dan (saison 2, épisode 20)
- 1986-1988 : Cagney et Lacey (Cagney and Lacey) : M. Jacoby (saison 5, épisode 12) et l'inspecteur Harry Dupnik (4 épisodes)
- 1987 : At Mother's Request : Myles Manning (mini-série en 2 épisodes)
- 1987 : La Loi de Los Angeles (L.A. Law) : Joseph Sears (saison 1, épisode 13)
- 1987 : Mr. Gun (Sledge Hammer!) : l'officier Chris Raker (saison 2, épisode 1)
- 1987 : Un flic dans la mafia (Wiseguy) : Jack Philips (saison 1, épisode 7)
- 1987-1988 : Flic à tout faire (Hooperman) : Lou Stern (3 épisodes)
- 1988 : Sois prof et tais-toi ! (Head of the Class) : M. Merriman, le père d'Eric (saison 2, épisode 16)
- 1988 : Sonny Spoon : Nardo (saison 1, épisode 4)
- 1988-1993 : Les Années coup de cœur (The Wonder Years) : Jack Arnold (106 épisodes)
- 1989 : ABC Afterschool Specials : le procureur général (saison 17, épisode 4)
- 1994 : L'As de la crime (The Commish) : Dr Donald Cutler (saison 4, épisode 8)
- 1995 : Amazing Grace : Harry Kramer (5 épisodes)
- 1995 : CBS Schoolbreak Special : Joe Leone (saison 12, épisode 5)
- 1995 : L'Homme à la Rolls (Burke's Law) : Jimmy Jackson (saison 2, épisode 10)
- 1996 : New York Police Blues (NYPD Blue) : George Garabedian (saison 3, épisode 11)
- 1996 : Chicago Hope : La Vie à tout prix (Chicago Hope) : Henry Alden (2 épisodes)
- 1996-1997 : La Vie à cinq (Party of Five) : le coach Russ Petrocelli (6 épisodes)
- 1996 et 2003 : JAG : le colonel Matt « Gooch » Anderson (saison 1, épisode 18) et Allen Blaisdell (4 épisodes)
- 1997 : Incorrigible Cory (Boy Meets World) : le Lamb (saison 4, épisode 14)
- 1997 : Crisis Center : Tom Webber (saison 1, épisode 1)
- 1997 : Walker, Texas Ranger : Salvatore Matacio (saison 5, épisode 23)
- 1997 : You Wish : le coach (saison 1, épisode 1)
- 1997 : Michael Hayes : Thompson (saison 1, épisode 2)
- 1997 : Docteur Quinn, femme médecin (Dr Quinn, Medicine Woman) : le major Samuel Morrison (saison 6, épisode 11)
- 1998 : Push : Don Curtis (saison 1, épisode 4)
- 1998 : Costello : Spud Murphy (5 épisodes)
- 1998 : Les Anges du bonheur (Touched by an Angel) : Bill Evans (saison 4, épisode 16)
- 1998 : De la Terre à la Lune (From the Earth to the Moon) : James Webb (mini-série, 2 épisodes)
- 1998 : FX, effets spéciaux (F/X: The Series) : Illya Kozlov (saison 2, épisode 15)
- 1999 : Working : Dan McAllister
- 1999 : The Hoop Life : Leonard Fero
- 1999 : Batman, la relève (Batman Beyond) : Bill Wallace
- 2000 : Diagnostic : Meurtre (Diagnosis Murder) : Donald Purdy
- 2000 : Providence : John Currier
- 2000 : Urgences (ER) : Rick Sampson
- 2000 : N.Y.U.K : le coach Hamstrung
- 2000 : Static Choc : M. Foley
- 2000 : New York 911 : M. Brandolini
- 2000-2001 : New York, police judiciaire (Law and Order) : le capitaine Joseph Strudevant (saison 11, épisodes 6 et 11)
- 2001 : Le Fugitif (The Fugitive) : Henry Armenasco
- 2001 : Smallville : le coach Walt Arnold
- 2001 : Citizen Baines : Don Ferry
- 2001-2002 : Associées pour la loi (Family Law) : Paul Celano
- 2002 : The Education of Max Bickford : Vic Nelson
- 2002-2004 : Ed : Richard Vessey
- 2003 : Sept à la maison (7th Heaven) : Andrew Hampton
- 2003 : New York, unité spéciale : Peter Kurtz (saison 4, épisode 11)
- 2004 : Come to Papa : Bob
- 2005 : Ghost Whisperer : Ellis Conway
- 2006 : Les Experts (CSI: Las Vegas) : inspecteur Jameson
- 2007 : The Wedding Bells : Joseph Heller
- 2007 : Psych : Enquêteur malgré lui (Psych) : Bill Peterson
- 2007 : The Black Donnellys : Franny Kenny
- 2007 : The Bronx Is Burning : inspecteur Borelli
- 2008 : How I Met Your Mother : Nolan
- 2009 : Lipstick Jungle : Les Reines de Manhattan (Lipstick Jungle) : Norm Ford
- 2009 : Mentalist : Battaglia
- 2009 : Leverage : Nicky Moscone
- 2009 : Esprits criminels (Criminal Minds) : le général Lee Whitworth
- 2010 : The Hard Times of RJ Berger : le principal Haggerty
- 2010 : New York, section criminelle (Law and Order: Criminal Intent) : Sal (saison 9, épisode 15)
- 2011 : New York, unité spéciale : Ray Masters (saison 13, épisode 2)
- 2011 : NCIS Los Angeles : James Cleary (saison 3, épisode 18)

### Autres
- 1990 : Les Années coup de cœur (1 épisode) - comme réalisateur
- 1996 : Ma femme me tue (Faithful) - comme producteur exécutif
- 1997 : Enquêtes à San Francisco (Dog Watch) - comme scénariste